# Adam Faith
Adam Faith, ursprungligen Terence Nelhams-Wright, född 23 juni 1940 i Acton i London, död 8 mars 2003 i Stoke-on-Trent, Staffordshire, var en brittisk, sångare, musiker och skådespelare.
Faith solodebuterade 1958 med en skifflegrupp. Han hade sammanlagt 11 Top-10 hits i Storbritannien mellan 1959 och 1963. Redan under den tidiga musikkarriären hade han medverkat i tre långfilmer och efter att ha lagt musiken på hyllan 1966 övergick han till teatern. Han upptäckte bland andra Sandie Shaw och Roger Daltrey från The Who, Lonnie Donegan och Leo Sayer. Åt den sistnämnde var han också manager. Faith medverkade i filmen Stardust 1974.

## Diskografi (urval)
Album
- 1960 – Adam (UK #6)
- 1961 – Beat Girl (film soundtrack) (UK #11)
- 1962 – Adam Faith (UK #20)
- 1963 – From Adam with Love
- 1963 – For You – Love Adam
- 1964 – On the Move
- 1965 – It's Alright
- 1965 – Faith Alive (UK #19)
- 1974 – I Survived
- 1993 – Midnight Postcards (UK #43)

Singlar (topp 10 på UK Singles Chart)
- 1959 – "What Do You Want?" (#1)
- 1960 – "Poor Me" (#1)
- 1960 – "Someone Else's Baby" (#2)
- 1960 – "When Johnny Comes Marching Home" (#5)
- 1960 – "How About That!" (#4)
- 1960 – "Lonely Pup (In a Christmas Shop)" (#4)
- 1961 – "Who Am I!" (#5)
- 1961 – "The Time Has Come" (#4)
- 1962 – "As You Like It" (#5)
- 1962 – "Don't That Beat All" (#8)
- 1963 – "The First Time" (#5)